# Sinfonietta no 2 de Penderecki
Pour les articles homonymes, voir Sinfonietta.
Krzysztof Penderecki a terminé sa Sinfonietta no 2 en 1994. Il ne s'agit pas d'une composition originale, mais d'une adaptation de son Quatuor avec clarinette composé en 1993.
Le clarinettiste Paul Meyer a joué la première le 13 juillet 1994 à Bad Kissingen, accompagné par le Sinfonia Varsovia dirigé par le compositeur.

## Analyse
La sinfonietta comporte quatre mouvements :
- Notturno : Adagio
- Scherzo : Vivacissimo
- Sérénade : Tempo di valse
- Abschied : Larghetto

## Instrumentation
L'orchestration se compose d'une clarinette ou d'une flûte solo, de six premiers violons, de cinq seconds violons, de quatre altos, de trois violoncelles et d'une contrebasse.

## Enregistrements
- Orchestre philharmonique de Varsovie dirigé par Antoni Wit avec le soliste Artur Pachlewski dans un enregistrement de 2008 (publié en 2012 Publié chez Naxos).